# Antygomonas
Antygomonas là một chi của cyclorhagida. Đây là chi duy nhất trong họ Antygomonidae. Các loài Antygomonas thường được gọi là "rồng bùn".

## Các loài
- Antygomonas incomitata Nebelsick, 1990[2]
- Antygomonas oreas Bauer-Nebelsick, 1996[3]
- Antygomonas paulae Sørensen, 2007[4]